# Male dvorske dame
Las meninas (na španskom) ili Male dvorske dame ili Mlade plemkinje je slika Dijega Velaskeza, vodećeg slikara španskog Zlatnog doba. Ova slika je nastala 1656. godine i nalazi se u Muzeju Prado u Madridu. Njena složena i zagonetna kompozicija podstiče pitanja o stvarnosti i iluziji i stvara ambivalentan odnos između posmatrača i predstavljenih likova. Zbog ovih složenosti, Las meninas predstavlja jedno od najčešće analiziranih dela zapadnog slikarstva.
Slika prikazuje veliku sobu u kraljevskom Alkasaru (kraljevskoj tvrđavi) u Madridu, za vreme vladavine kralja Filipa , i nekoliko likova sa španskog dvora, koji su prikazani kao da su uhvaćeni foto-aparatom u jednom trenutku. Neki gledaju sa platna prema posmatraču, dok se drugi nalaze u međusobnoj interakciji. Infantkinja Margareta Tereza okružena je svitom u kojoj se nalaze sluškinje, pratilja, telohranitelj, dva kepeca i pas. Tačno iza njih, Velaskez je naslikao sebe kako radi na jednom velikom platnu. On gleda ka spolja, izvan prostora slike, ka mestu gde bi stajao posmatrač. U pozadini se nalazi ogledalo u kome se reflektuju poprsja kralja i kraljice. Oni kao da se nalaze izvan prostora slike, u položaju sličnom položaju posmatrača, mada neki stručnjaci nagađaju da je njihov odraz u stvari odraz sa platna koje slika Velaskez.
Las meninas se odavno smatra za jednu od najznačajnijih slika u istoriji zapadne umetnosti. Barokni slikar Luka Đordano rekao je da ona predstavlja „teologiju slikarstva”, a predsednik Kraljevske akademije umetnosti, ser Tomas Lorens, je 1827. godine, u pismu svom nasledniku Dejvidu Vilkiju opisao ovu sliku kao „istinsku filozofiju umetnosti”. U novije vreme, opisana je kao „Velaskezovo vrhunsko dostignuće, visoko samosvesna, proračunata demonstracija onoga što slika može da postigne, i možda najoštroumniji komentar o mogućnostima slikanja za štafelajem koji je ikada napravljen”.

## Pozadina

### Dvor Filipa
U Španiji sedamnaestog veka slikari su retko uživali visok društveni status. Slikarstvo se smatralo zanatom, a ne umetnošću poput poezije ili muzike. Ipak, Velaskez se svojim radom probio na društvenoj lestvici na dvoru Filipa IV, a februara 1651. postavljen je za dvorskog komornika (aposentador mayor del palacio). Ovo postavljenje mu je donelo status i materijalnu dobit, ali dužnosti su mu oduzimale veliki deo vremena. Tokom preostalih osam godina života naslikao je samo nekoliko slika, uglavnom portreta članova kraljevske porodice. Kad je naslikao Las meninas, nalazio se u kraljevskom domaćinstvu 33 godine.
Prva žena Filipa IV, Izabela Burbonska, umrla je 1644; a njihov jedini sin, Baltazar Karlos, dve godine kasnije. Nemajući naslednika, Filip se oženio Marijanom od Austrije 1649. godine, a Margareta Tereza (1651-1673) je bila njihovo prvo i, u vreme kada je slika nastala, jedino dete. Nakon toga, dobila je brata koji nije dugo živeo, Filipa Prospera (1657-1661), a potom i Karlosa (1661-1700), koji je stupio na presto sa tri godine kao Karlos II. Velaskez je naslikao portrete Marijane i njene dece i, mada je Filip odbijao portretisanje u starosti, dozvolio je Velaskezu da ga naslika na Las meninas. Početkom 1650-ih, dao je Velaskezu glavnu sobu u prostorijama pokojnog Baltazara Karlosa, koja je do tada služila kao muzej palate, da je koristi kao atelje. Upravo u ovoj sobi se dešava scena prikazana na Las meninas. Filip je imao svoju stolicu u ateljeu na kojoj je često sedeo i gledao Velaskeza kako radi. Iako sputan krutim pravilima, kralj koji je bio ljubitelj umetnosti je, po svemu sudeći, imao blizak odnos sa slikarem. Nakon Velaskezove smrti, Filip je napisao "Skrhan sam" na margini svojih beležaka o izboru naslednika.
Tokom 40-ih i 50-ih godina XVII veka Velaskez je bio dvorski slikar, kao i kustos Filipa IV, proširivši u tom svojstvu zbirku evropske umetnosti. Uživao je neuobičajenu slobodu na tom mestu. Nadgledao je dekoraciju i unutrašnji dizajn prostorija u kojima su stajale najvrednije slike i dodavao ogledala, kipove i tapiserije. Takođe je bio zadužen za nabavku, postavljanje i popisivanje slika španskog kralja. Pedesetih godina XVII veka, Velaskez je bio cenjen širom Španije kao vrsni poznavalac umetnosti. Mnoge kolekcije u muzeju Prado danas – uključujući dela Ticijana, Rafaela i Rubensa – nabavljene su i sastavljene pod kustoskim vođstvom Velaskeza.

### Poreklo i stanje
U najranijim inventarima slika nosi naziv La familia ("Porodica"). Detaljan opis slike, koji nam pruža uvid u identitet nekoliko likova, objavio je Antonio Palomino ("Đorđo Vazari španskog Zlatnog doba") 1724. godine. Ispitivanje pod infracrvenim svetlom otkriva manje pentimente (naknadne slikareve ispravke), odnosno, postoje tragovi ranijeg rada koji je sam umetnik kasnije izmenio. Na primer, isprva je Velaskezova glava bila nagnuta udesno, a ne ulevo.
Slika je isečena i s leve i s desne strane. Bila je oštećena u požaru koji je 1734. godine uništio Alkasar, a restaurirao ju je dvorski slikar Huan Garsija de Miranda (1677–1749). Levi obraz infantkinje gotovo je u celosti ponovo naslikan kako bi se kompenzovao značajan gubitak pigmenta. Posle spasavanja od požara, slika je popisana kao deo kraljevske kolekcije 1747–48, a infantkinja je pogrešno identifikovana kao Marija Tereza, starija polusestra Margarete Tereze, greška koja se ponovila kada je slika popisana u novoj madridskoj Kraljevskoj palati 1772. godine. U popisu iz 1794, vraćen je raniji naslov slike, Porodica Filipa IV, što se ponovilo u evidenciji iz 1814. godine. Slika je ušla u kolekciju muzeja Prado po njegovom osnivanju 1819. Godine 1843, u katalogu muzeja Prado, delo je prvi put navedeno kao Las meninas.
Poslednjih godina, slika je pretrpela gubitak teksture i nijanse. Zbog izloženosti zagađenju i gomilama posetilaca, nekada živopisni kontrasti između plavih i belih pigmenata na kostimima malih dvorskih dama su izbledeli. Poslednji put je čišćena 1984. godine, pod supervizijom američkog konzervatora Džona Briliija, radi uklanjanja "žutog vela" od prašine koja se skupila od prethodne restauracije u XIX veku. Ovo čišćenje je izazvalo, prema istoričaru umetnosti Federiku Zeriju, "ogorčene proteste, ne zato što je slika na bilo koji način oštećena, već zato što sad izgleda drugačije". Međutim, prema mišljenju Lopez-Reja, "restauracija je bila besprekorna". Zbog svoje veličine, značaja i vrednosti, slika se ne pozajmljuje za izložbe.

### Slikarski materijal
Detaljna tehnička istraga koja uključuje analizu pigmenata slike obavljena je oko 1981. godine u Muzeju Prado. Analiza je otkrila uobičajene pigmente iz perioda baroka koje je Velaskez često koristio na svojim drugim slikama. Glavni pigmenti koji su korišćeni na ovoj slici su: olovno beli, azurit (za suknju dame koja kleči), cinober i red lake, oker i crni karbon.

## Opis

### Tema
Likovi na Las meninas nalaze se u Velaskezovom ateljeu u dvorcu Filipa IV Alkasar u Madridu. Soba sa visokim plafonom je predstavljena, po rečima Silvija Gađija, kao "jednostavna kutija koja se može podeliti mrežom u perspektivi koja se sužava u jednu tačku koja nestaje u daljini". U središtu prednjeg plana nalazi se infantkinja Margareta Tereza (1). Petogodišnja infantkinja, koja se kasnije udala za Leopolda I, cara Svetog rimskog carstva, u tom trenutku je bila jedino živo dete Filipa i Marijane. Nju opslužuju dve dvorske dame, ili meninas: donja Isabel de Velasko (2), koja se sprema za naklon princezi, i donja Marija Agustina Sarmiento de Sotomajor (3), koja kleči pred Margaretom Terezom, nudeći joj napitak iz crvene šoljice, ili búcaro, koju drži na zlatnom poslužavniku. Na desnoj strani od infantkinje nalaze se dva kepeca sa poremećajem ahondroplazije: Nemica Maribarbola (4) (Marija Barbola) i Italijan Nikolas Pertusato (5) koji u igri pokušava da nogom probudi usnulog mastifa. Smatra se da pas potiče od dva mastifa iz Lajm Hola u Češiru, koje je Filip III 1604. poklonio Džejmsu I od Engleske. Iza njih stoji donja Marsela de Uljoa (6), princezina pratilja obučena u crninu, koja razgovora sa neidentifikovanim telohraniteljem (7). 
U pozadini i malo udesno stoji don Hose Nijeto Velaskez (8) – kraljičin komornik pedesetih godina XVII veka i šef radova na kraljevskim tapiserijama – koji je možda bio slikarev rođak. Nijeto je prikazan zaustavljen u hodu, sa savijenim desnim kolenom i stopalima na različitim stepenicima. Kako zapaža likovna kritičarka Herijet Stoun, ne zna se da li on "dolazi ili odlazi". Prikazan je u senci i izgleda kao da drži zavesu na kratkom stepeništu, a zid ili prostor iza njega se ne vidi dobro. Ovo pozadinsko osvetljenje, kao i otvorena vrata, otkrivaju prostor u pozadini: po rečima istoričarke umetnosti Analise Lepanen, ovi detalji odvlače „naš pogled u dubinu“. Odraz kraljevskog para vuče u suprotnom smeru, napred u prostor slike. Nestajuća tačka perspektive je na vratima, što se može utvrditi ako se produži linija na spoju zida i plafona s desne strane. Nijeta vide samo kralj i kraljica, koji se nalaze gde i posmatrač slike, a ne vide ga likovi koji su u prvom planu. U fusnotama članka Džoela Snajdera, autor prepoznaje da je Nijeto kraljičin sluga i da je morao biti pri ruci da bi joj otvorio i zatvorio vrata. Snajder kaže da se Nieto pojavljuje na vratima kako bi kralj i kraljica mogli da odu. U kontekstu slike, Snajder tvrdi da scena predstavlja završetak poziranja kraljevskog para Velaskezu i da se oni pripremaju za izlazak, što objašnjava „zašto dvorska dama desno od infantkinje kreće u naklon“.
Sam Velaskez (9) je predstavljen levo na slici i on gleda ka spolja pored velikog platna koje se nalazi na štafelaju. Na grudima mu se nalazi crveni krst viteškog reda Santijaga, u koji je primljen tek 1659. godine, tri godine nakon što je slika završena. Prema Palominu, Filip je naredio da se krst doda nakon Velaskezove smrti, "a neki kažu da ga je i njegovo Veličanstvo naslikalo". Na slikarevom pojasu vise simbolični ključevi njegovih dvorskih kancelarija.
U ogledalu koje stoji na zidu u pozadini vide se odrazi gornjih delova tela i glava dve osobe koje su identifikovane sa drugih slika kao Kralj Filip IV (10) i Kraljica Marijana (11). Najčešća pretpostavka je da se u ogledalu vidi kraljevski par koji pozira Velaskezu, dok ih ćerka posmatra; i da slika, prema tome, predstavlja ono što njih dvoje vide dok poziraju. 
Od devet prikazanih ličnosti, pet gleda direktno u kraljevski par, odnosno u posmatrača. Njihovi pogledi, zajedno sa odrazom kralja i kraljice, potvrđuju prisustvo kraljevskog para izvan prostora slike. Prema drugoj teoriji, istoričari umetnosti H.V. Janson i Džoel Snajder smatraju da slika kralja i kraljice predstavlja odraz sa Velaskezovog platna, čija je prednja strana sakrivena od gledaoca. Drugi autori kažu da je platno na kom slika Velaskez neuobičajeno veliko za portret Velaskeza i da je otprilike iste veličine kao Las meninas. Las meninas sadrži jedini poznati zajednički portret kraljevskog para koji je Velaskez naslikao.
Ugao gledanja na sliku je otprilike ugao gledanja kraljevskog para, mada je o tome široko raspravljano. Mnogi kritičari pretpostavljaju da naslikani prizor posmatraju kralj i kraljica dok poziraju za dupli portret, dok su infantkinja i njeni pratioci prisutni samo kako bi proces učinili ugodnijim. Ernst Gombrih pretpostavlja da je slika mogla biti ideja onih koji su pozirali:
"Možda je princeza bila dovedena kraljevskom paru kako bi ih razonodila prilikom dosadnog poziranja, a onda su Kralj ili Kraljica prokomentarisali Velaskezu kako imaju pred sobom prizor koji bi vredelo naslikati. S obzirom da su reči vladara zapovest, tako možda ovo remek-delo dugujemo jednoj nehajno izrečenoj želji koju je samo Velaskez mogao da pretvori u realnost."
Ni oko jedne teorije, međutim, ne postoji univerzalno slaganje. Leo Stajnberg kaže da se Kralj i Kraljica nalaze sa leve strane od posmatrača, a odraz u ogledalu je odraz platna sa portretom kralja i kraljice. Drugi kažu da je Velaskez predstavio sebe kako slika infantkinju Margaretu Terezu.
Stražnji zid sobe, koji je u senci, prekriven je slikama, među kojima se nalazi i jedna iz serije slika po Ovidijevim Metamorfozama Petera Paula Rubensa, kao i kopije radova Jakoba Jordansa, koje je naslikao Velaskezov zet i glavni pomoćnik Huan del Maso. Slike su prikazane na tačno onim mestima gde su se i nalazile prema popisu napravljenom u približno to vreme. Na zidu s desne strane nalazi se osam manjih slika, od kojih se uglavnom vide samo ramovi, s obzirom na ugao pod kojim se nalaze u odnosu na posmatrača. Prema inventaru, one se mogu identifikovati kao Masove kopije slika iz Rubensove serije prema Ovidiju, mada se mogu videti samo dve teme.
Na stražnjem zidu se prepoznaju slike Minerva koja kažnjava Arahnu i Apolonova pobeda nad Marsijasom. U obe priče se pojavljuje Minerva, boginja mudrosti i zaštitnica umetnosti. Ove dve legende su priče o smrtnicima koji izazivaju bogove i trpe strašne posledice. Jedan naučnik primećuje da je legenda koja govori o dve žene, Minervi i Arahni, na strani ogledala gde se nalazi kraljičin odraz, dok je legenda u kojoj su predstavljeni muškarci na strani gde se nalazi kralj.

### Kompozicija
Oslikana površina se deli mrežom na četiri dela horizontalno i sedam delova uspravno; ova mreža se koristi za organizovanje složeno grupisanih likova i u to vreme je to bio uobičajeni postupak. Velaskez predstavlja devet likova – jedanaest, ako se računaju odrazi kralja i kraljice u ogledalu – pa ipak svi oni zauzimaju samo donju polovinu platna.

Prema Lopez-Reju, slika ima tri fokalne tačke, a to su: infantkinja Margareta Tereza, autoportret slikara, i odrazi kralja Filipa IV i kraljice Marijane u ogledalu. Istoričar umetnosti Kenet Klark je 1960. godine ukazao da je uspeh kompozicije pre svega rezultat tačnog odnosa svetlosti i senke: 
"Svaka fokalna tačka povlači za sobom novi skup odnosa; a da bi naslikao složenu grupu likova poput Las meninas, slikar mora imati u glavi jednu konzistentnu skalu odnosa koju će primenjivati. On može koristiti sve vrste postupaka koji će mu pomoći – perspektiva je jedan od njih – ali konačno potpuni vizuelni utisak zavisi od jedne stvari, tačnosti tonova. Crtež može biti proizvoljan, boje jednolične, ali ako su odnosi tonova pravi, slika će funkcionisati."
Međutim, fokalna tačka slike je predmet debate. Leo Stajnberg kaže da su ortogonale u delu namerno zamaskirane tako da se fokalni centar slike menja. Slično Lopez-Reju, on govori o tri fokusa. Čovek na vratima je tačka nestajanja u daljini. Tačnije, na njegovoj ruci se susreću ortogonale prozora i svetala sa plafona.
Dubina i dimenzija su predstavljene pomoću linearne perspektive, preklapanja slojeva oblika, a naročito, kako je naveo Clark, korišćenjem nijansi. Ovaj kompozicioni element deluje unutar slike na više načina. Prvo, javlja se prirodno svetlo u naslikanoj sobi i izvan nje. Prostor slike u sredini i u prednjem planu osvetljen je sa dva izvora: tankim zracima svetlosti od otvorenih vrata i širokim mlazevima koji dopiru kroz prozor s desne strane. Francuski filozof i kulturni kritičar iz XX veka Mišel Fuko primetio je da svetlost sa prozora osvetljava i prednji plan ateljea kao i nepredstavljeno područje ispred njega, u kojem su, pretpostavlja se, smešteni kralj, kraljica i gledalac. Prema Hoseu Ortega i Gasetu, svetlost deli scenu na tri različita dela, pri čemu su prednja i pozadinska ravan snažno osvetljene, a između njih, u zamračenom srednjem prostoru, nalaze se likovi u senci.
Velaskez koristi ovu svetlost ne samo da doda volumen i definiciju svakom obliku, već i da definiše fokalne tačke slike. Kako svetlost prodire sa desne strane, ona jarko osvetljava pletenicu i kosu patuljaste žene, koja je najbliža izvoru svetlosti. Ali zbog toga što je njeno lice okrenuto od svetlosti i nalazi se u senci, ona ne predstavlja tačku od naročite važnosti. Slično tome, svetlost koso pada na obraz dvorske dame koja se nalazi pored nje, ali ne i na celo lice. Veliki deo njene haljine svetle boje je u senci. Infantkinja je, međutim, kompletno osvetljena i lice joj je okrenuto ka izvoru svetlosti, iako pogled nije. Lice joj je uokvireno svetlom paučinastom kosom, izdvajajući je od svega ostalog na slici. Svetlost modelira volumetrijsku geometriju njenog oblika, definišući koničnu prirodu malog torzoa čvrsto vezanog u korset i kruti steznik, sa suknjom korpastog oblika koja je obavija poput ovalne kutije za bombone, praveći duboku senku koja, u oštrom kontrastu sa svetlim brokatom, istovremeno naglašava malu figuru i smešta je u centar pažnje. 
Velaskez dalje naglašava infantkinju pomoću pozicioniranja i osvetljavanja njenih sluškinja, koje postavlja jednu naspram druge: levo i desno, ispred i iza infantkinje. Sluškinja sa leve strane je okrenuta ka svetlu, a njen jarko osvetljen profil i rukav formiraju dijagonalu. Sluškinja naspram nje predstavlja širu ali manje definisanu refleksiju njene pažnje, kreirajući dijagonalni prostor između njih, u kojem predmet njihovog nadzora stoji zaštićen.
Sledeća unutrašnja dijagonala prolazi kroz prostor koji zauzima infantkinja. Postoji slična veza između žene patuljka i lika samog Velaskeza, koji oboje gledaju prema posmatraču iz sličnih uglova, stvarajući vizuelnu napetost. Lice Velaskeza je blago osvetljeno, ne direktnim, već reflektovanim svetlom. Zbog toga su njegove crte, iako ne tako oštro definisane, vidljivije od crta žene patuljka koja se nalazi mnogo bliže izvoru svetlosti. Ova pojava celog lica okrenutog prema posmatraču privlači pažnju, a njegova važnost je istaknuta kontrastnim okvirom crne kose, svetlošću na ruci i četkici, i vešto postavljenim trouglom svetlosti na slikarevom rukavu, koji pokazuje pravo na njegovo lice.
Sa slikara, pogled posmatrača ponovo dijagonalno skače u prostor slike. Tamo stoji drugi čovek kao njegov odjek i suprotno je predstavljen nego slikar, spolja a ne unutra, jasno definisan, pa ipak teško prepoznatljiv, svetlom i senkom. Pozicioniranje takve oblasti snažnog tonalnog kontrasta u zadnjem delu prostora slike predstavlja odvažnu kompozicionu taktiku. Oblici koji predstavljaju jarku svetlost slični su nepravilnim svetlim oblicima dvorske dame iz prednjeg plana, a pravilan okvir vrata ponavlja okvir ogledala.
Ogledalo je savršeno definisan, neprekriven drugim oblicima svetli pravougaonik unutar većeg crnog pravougaonika. Jasan geometrijski oblik, poput osvetljenog lica, privlači pažnju posmatrača više nego ispresecan geometrijski oblik kao što su vrata, ili oblik u senci ili iskošeno lice poput lica patuljka u prvom planu ili čoveka u pozadini. Posmatrač ne može da raspozna crte lica kralja i kraljice, ali u prelivajućem sjaju površine ogledala, ovalni oblici gledaju direktno prema posmatraču. Džonatan Miler ističe da je, osim „dodavanja sugestivnih odsjaja na zaobljene ivice, najvažniji detalj kojim ogledalo odaje svoj identitet slika čija osvetljenost toliko odudara od zatamnjenosti zida na kome se nalazi da ona samo može biti pozajmljena, pomoću refleksije, sa jarko osvetljenih figura kralja i kraljice ".
Kao što se sluškinje ogledaju jedna u drugoj, tako i kralj i kraljica imaju svoje dvojnike unutar slike, u vidu slabo osvetljenih oblika pratilje i čuvara, koji služe njihovu ćerku i brinu o njoj. Pozicioniranje ovih figura postavlja obrazac – jedan čovek, par, jedan čovek, par, i dok su spoljne figure bliže posmatraču od drugih, sve one zauzimaju isti horizontalni pojas na površini slike.
Kao dodatak unutrašnjim složenostima slike i stvaranju daljih vizuelnih interakcija tu je muški patuljak koji se nalazi u prvom planu, čija uzdignuta ruka predstavlja ponavljanje pokreta ruke čoveka iz pozadine, dok su njegova razigranost i isključenost iz radnje koja je u prvom planu u potpunom kontrastu sa tim. Neformalnost njegove poze, njegov profil koji je u senci i njegova tamna kosa čine ga odrazom u ogledalu sluškinje koja kleči. Međutim, slikar ga je postavio okrenutog od svetlosti koja dolazi kroz prozor i tako minimizirao kontrast boja na ovoj figuri iz prvog plana.

Uprkos određenim prostornim dvosmislenostima, ovo je Velaskezov najdetaljniji prikaz arhitektonskog prostora i jedini koji ima prikazan plafon. Prema Lopez-Reju, ni na jednoj drugoj kompoziciji Velaskez ne usmerava u tako dramatičnoj meri pogled posmatrača ka prostorima koji se ne vide: platno na kome slika i prostor izvan kadra u kome se nalaze kralj i kraljica mogu se samo zamisliti. Goli tamni plafon, zadnja strana Velaskezovog platna i stroga geometrija uramljenih slika stoje u kontrastu sa animiranom, jarko osvetljenom i raskošnim bojama oslikanom pratnjom iz prvog plana. Stoun piše: 
"Ne možemo obuhvatiti jednim pogledom sve figure na slici. Ne sprečavaju nas u tome samo prikazi figura u prirodnoj veličini, već i činjenica da su njihove glave okrenute u različitim pravcima, čime nam skeću pogled na više strana. Slika komunicira preko slika koje se, da bi se razumele, moraju posmatrati kao niz u kontekstu istorije koja se još uvek odmotava. To je istorija koja je još uvek neuokvirena, iako je ova slika sastavljena od ramova unutar ramova."
Prema Karu, na kompoziciju su možda uticale tradicionalne holandske galerijske slike, poput onih Fransa Frankena Mlađeg, Vilema van Hahta ili Davida Tenirsa Mlađeg. Filip IV je imao Tenirsove radove i oni su Velaskezu bili poznati. Kao i Las Meninas, oni često prikazuju formalne posete važnih kolekcionara ili vladara, što je uobičajena pojava i „prikazuju sobu sa nizom prozora koji dominiraju na jednom bočnom zidu i slikama koje vise između prozora, kao i na drugim zidovima“. Galerijski portreti su takođe korišćeni za veličanje umetnika, kao i članova kraljevske porodice ili pripadnika viših klasa, što je možda bila namera i ovog Velaskezovog dela.

### Оgledalo i odraz
Prostorna struktura i položaj odraza u ogledalu su takvi da izgleda kao da Filip IV i Marijana stoje na mestu posmatrača u slikovnom prostoru, okrenuti ka infantkinji i njenoj sviti. Prema Jansonovom mišljenju, ne samo da su se figure u prvom planu okupile zbog Filipa i Marijane, već je i slikareva pažnja usmerena na kraljevski par, jer on, kako izgleda, slika njihov portret. Iako se mogu videti samo u ogledalu, njihov udaljeni odraz zauzima centralno mesto na platnu, kako u pogledu društvene hijerarhije tako i u pogledu kompozicije. Naša pozicija kao posmatrača u odnosu na sliku je upitna. Vode se rasprave o tome da li vladajući par stoji pored posmatrača ili oni zamenjuju posmatrača koji scenu vidi njihovim očima. Potonjoj ideji težinu daju pogledi tri osobe sa slike – Velaskeza, infantkinje i Maribarbole – koji kao da gledaju direktno u posmatrača.

Ogledalo na stražnjem zidu upućuje na ono čega nema: na kralja i kraljicu, a prema rečima Herijet Stoun, na "generacije posmatrača koji zauzimaju poziciju para pred slikom". U svom radu iz 1980. godine, kritičari Snajder i Kon primećuju: 
"Velaskez je želeo da ogledalo zavisi od upotrebljivog [sic] oslikanog platna za njegov prikaz. Zašto je to želeo? Osvetljeni prikaz u ogledalu reflektuje kralja i kraljicu, ali čini i više od toga: ogledalo nadmašuje prirodu. Slika u ogledalu je samo odraz. Čega? Realne stvari – Velaskezove umetnosti. U prisustvu njegovih, božjom voljom postavljenih monarha... Velaskez likuje u svojoj umetnosti i savetuje Filipa i Marijanu da ne traže otkrivenje njihove slike u prirodnoj refleksiji ogledala, već u moćnoj viziji njihovog glavnog slikara. U prisustvu Velaskeza, ogledalo je loša imitacija stvarnosti."
Na Las meninas, kralj i kraljica se, prema pretpostavci, nalaze "izvan" slike, ali ih njihov odraz u ogledalu takođe postavlja i "unutar" slike.
Snajder pretpostavlja da je to "ogledalo veličanstva" ili aluzija na ogledalo za prinčeve. Iako je to doslovno odraz kralja i kraljice, Snajder piše da je "to slika uzornih monarha, odraz idealnog karaktera" Kasnije, on usmerava pažnju na princezu, pišući da je Velaskezov portret "naslikani ekvivalent priručnika za obrazovanje princeze – ogledalo princeze ".

Na sliku je verovatno uticao Portret Arnolfinijevih Jana van Ajka, iz 1434. godine. U to vreme, van Ajkova slika se nalazila u Filipovoj palati i bila je poznata Velaskezu. Portret Arnolfinijevih takođe ima ogledalo smešteno u pozadini, u kome se vidi odraz dve figure koje imaju isti ugao gledanja kao i posmatrač Velaskezove slike; ove dve figure su premale da bi se identifikovale, ali nagađa se da bi jedna od nijh mogao biti sam slikar, iako nije prikazan u činu slikanja. Prema Lusijenu Delenbahu: 
"Ogledalo [na Las meninas] je okrenuto ka posmatraču kao na Van Ajkovoj slici. Ali ovde je postupak realističniji utoliko što "retrovizor" u kome se pojavljuje kraljevski par nije više konveksan nego ravan. I dok odraz na slici flamanskog slikara prekomponuje predmete i likove u prostor koji je zgusnut i deformisan zakrivljenošću ogledala, onaj Velaskezov odbija da se igra zakonima perspektive: on projektuje na platno savršene dvojnike kralja i kraljice pozicioniranih ispred slike. Povrh toga, prikazivanjem likova koje posmatra slikar i, takođe, posredstvom ogledala, likova koji posmatraju njega, slikar postiže uzajamnost pogleda koji čine da unutrašnjost osciluje sa spoljašnjošću čineći da slika "izlazi iz rama" i u isto vreme pozivajući posetioce da uđu u sliku."
Džonatan Miler se pita: „Kako da shvatimo zamagljene crte kraljevskog para? Malo je verovatno da one imaju neke veze sa optičkom nesavršenošću ogledala, koje bi, u stvarnosti, prikazalo fokusiranu sliku Kralja i Kraljice “. On napominje da "pored prikazanog ogledala, on izazivački nagoveštava i jedno neprikazano, bez kojeg je teško zamisliti kako je mogao da prikaže sebe kako slika sliku kakvu sada vidimo".

## Tumačenje
Prema Dosonu Karu, neuhvatljivost slike Las meninas "sugeriše da su umetnost i život iluzija". Odnos iluzije i stvarnosti bio je središnji problem španske kulture tokom 17. veka, što se u velikoj meri pojavljuje u Don Kihotu, najpoznatijem delu španske barokne književnosti. U tom smislu, komad Kalderona de la Barke Život je san obično se doživljava kao književni ekvivalent Velaskezove slike: 
"Šta je život? Iluzija,
varka, senka neka tamo.
Najveće dobro je malo, znam:
san je ceo život nam

i snovi su snovi samo."
Džon Menčip Vajt primećuje da se slika može smatrati rezimeom čitavog Velaskezovog života i karijere, kao i rezimeom njegove umetnosti do tog trenutka. On je svoj jedini poznati autoportret smestio u prostoriju u kraljevskoj palati gde je okružen skupom vladara, dvorjana i finih predmeta koji predstavljaju njegov život na dvoru. Istoričar umetnosti Svetlana Alpers kaže da je Velaskez, prikazujući umetnika u radu u društvu vladara i plemstva, objavljivao svoj visok status kao umetnika i visok status svoje umetnosti, i naročito, izneo stav da je slikarstvo slobodna, a ne mehanička veština. Ova činjenica je bila predmet polemike u to vreme. Ona bi bila značajna za Velaskeza, jer su pravila reda Santijaga isključivala one čija su zanimanja bila mehanička. Kar tvrdi da je to bio najbolji način da Velaskez dokaže da "nije ni zanatlija ni trgovac, već službenik dvora". Pored toga, to je bio način da pokaže da je dostojan prihvatanja od strane kraljevske porodice.
Mišel Fuko je uvodno poglavlje Reda stvari (1966) posvetio analizi Las meninas. Fuko detaljno opisuje sliku, ali jezikom koji "nije propisan, niti profiltriran kroz različite tekstove istorijsko-umetničke istrage". Fuko sliku posmatra bez obzira na njen predmet ili na umetnikovu biografiju, tehničke sposobnosti, izvore i uticaje, društveni kontekst ili odnos sa slikarevim pokroviteljima. Umesto toga, on analizira njegovo svesno umeće, naglašavajući složenu mrežu vizuelnih odnosa između slikara, subjekta-modela i gledaoca: 
"Mi gledamo sliku na kojoj slikar gleda u nas. Puko sučeljavanje, pogledi koji se međusobno hvataju, direktni pogledi koji se preklapaju dok se ukrštaju. Pa ipak, ta tanka linija recipročne vidljivosti obuhvata čitavu složenu mrežu nesigurnosti, razmene i fintiranja. Slikar skreće pogled prema nama samo u onoj meri u kojoj smo zauzeli isti položaj kao i njegov predmet."  

## Las meninaskao kulminacija tema kod Velaskeza
Mnogi aspekti slike Las meninas u vezi su sa ranijim Velaskezovim radovima u kojima se igra konvencijama reprezentacije. Na Veneri pred ogledalom – jedinom sačuvanom aktu od Velaskeza – lice subjekta je vidljivo, nerealistično zamagljeno, u ogledalu. Ugao ogledala je takav da, iako se „često opisuje kao da gleda sebe, [ona] više sa nelagodnošću gleda u nas“. U ranom delu, Hrist u kući Marte i Marije, iz 1618. godine, Hrist i njegova družba vide se kroz otvor za posluživanje u stražnjoj sobi, prema Nacionalnoj galeriji u Londonu, koja jasno ističe da je to bila namera, mada su pre restauracije mnogi istoričari umetnosti smatrali ovu scenu slikom koja visi na zidu u glavnoj sceni, ili odrazom u ogledalu, a rasprava o tome se nastavlja do danas. Odeća u ove dve scene takođe se razlikuje: u glavnoj sceni prikazana je savremena odeća, dok je u sceni sa Hristom korišćena konvencionalna ikonografska biblijska odeća. Ovo je takođe karakteristika i Pijanica iz 1629. godine, gde se savremeni seljaci nalaze u društvu boga Bahusa i njegove družbe koji su predstavljeni polunagi kao u mitologiji. I u ovom, kao i u nekim Velaskezovim ranim mrtvim prirodama, figure gledaju direktno u posmatrača kao da traže reakciju.
Na Tkaljama (Las hilanderas), verovatno naslikanom godinu dana posle Las meninas, prikazane su dve različite scene iz Ovidija: jedna sa savremenom odećom u prvom planu, a druga delimično sa antičkom odećom, koja se odigrava na tapiseriji na zidu sobe iza. Prema kritičarki Siri Dambe, "aspekti reprezentacije i moći obrađeni su na ovoj slici na načine koji su blisko povezani sa njihovim tretmanom na Las meninas". U nizu portreta sa kraja 30-tih i 40-tih godina XVII veka – svi se sada nalaze u Pradu – Velaskez je naslikao klovnove i druge članove kraljevskog domaćinstva koji su predstavljeni kao bogovi, heroji i filozofi; namera je svakako delimično komična, barem za one koji su upućeni, ali na krajnje dvosmislen način.
Velaskezovi portreti kraljevske porodice do tada su bili jasni, iako često nelaskavo direktni i vrlo složeni u izrazu. S druge strane, njegovi kraljevski portreti, osmišljeni da se vide s jednog na drugi kraj ogromnih soba palate, snažnije od drugih dela pokazuju bravuroznu tehniku po kojoj je poznat: "Velaskezovo rukovanje bojom je izuzetno slobodno, a kako se prilazi Las meninas postoji jedna tačka u kojoj se figure odjednom rastvaraju u mrlje i grudve boje. Četkice sa dugim ručkama koje je koristio omogućavale su mu da se povuče unazad i proceni ukupni efekat."

## Uticaj
Godine 1692, napuljski slikar Luka Đordano postao je jedan od retkih kome je dozvoljeno gledanje slika u privatnim odajama Filipa IV i Las meninas je na njega ostavila jak utisak. Đordano je ovo delo opisao kao "teologiju slikarstva" i ono ga je inspirisalo da naslika Omaž Velaskezu (Nacionalna galerija, London). Početkom 18. veka Velaskezov opus je počeo da dobija međunarodno priznanje, a kasnije tokom veka britanski kolekcionari odlazili su u Španiju u potrazi za njegovim slikama. Pošto je popularnost italijanske umetnosti tada bila na svom vrhuncu kod britanskih poznavalaca, oni su se fokusirali na slike koje su pokazivale očigledan italijanski uticaj i uglavnom ignorisali druge poput Las Meninas.
Gotovo neposredan uticaj možemo videti u Masova dva portreta subjekata prikazanih na Las Meninas, koji na neki način preokreću motiv te slike. Deset godina kasnije, 1666. godine, Maso je naslikao infantkinju Margaretu Terezu, kojoj je tada bilo 15 godina i koja je upravo trebalo da napusti Madrid kako bi se udala za cara Svetog rimskog carstva. U pozadini se nalaze figure na dvama izlaznim vratima, od kojih je jedna novi kralj Karlos (brat Margarete Tereze), a drugi patuljasta žena Maribarbola. Masov portret udovice kraljice Marijane ponovo prikazuje, kroz vrata u Alkasaru, mladog kralja sa kepecima, verovatno uključujući i Maribarbolu, i slugama koji mu nude piće. I kompozicija Masove slike Porodica umetnika je slična onoj na Las meninas.
Francisko Goja je napravio bakropis Las meninas 1778. godine i kasnije je iskoristio kao model za svoju sliku Karlos IV od Španije i njegova porodica. Kao i na Las Meninas, kraljevska porodica na Gojinom delu nalazi se u slikarevom ateljeu. Na obe slike umetnik je prikazan kako radi za platnom čiji se vidi samo zadnji deo. Goja, međutim, zamenjuje atmosfersku i toplu perspektivu Las Meninas onim što Pjer Gasije naziva osećajem "nadolazećeg gušenja". Gojina kraljevska porodica predstavljena je na "pozornici koja je okrenuta gledaocima, dok u senci krila slikar, uz mračan osmeh, pokazuje i kaže: 'Pogledajte ih i prosudite sami!' "
Britanski kolekcionar umetnosti iz XIX veka Vilijam Džon Banks putovao je u Španiju tokom Španskog rata za nezavisnost (1808–1814) i nabavio kopiju Las meninas koju je naslikao Maso, za koju je verovao da je originalna Velaskezova pripremna skica u ulju – iako Velaskez obično nije slikao studije. Banks je svoju novu sliku opisao kao "vrhunac njegove kolekcije", napominjući da je bio "dugo u pregovorima i morao da plati visoku cenu". Kopija je obožavana tokom čitavog XIX veka u Britaniji, a sada se nalazi u Kingston Lejsiju. Nedavno su se pojavili nagoveštaji da je u ipak možda u pitanju Velaskez (videti ispod).
Velaskezove "manje italijanske" slike dobile su novo priznanje posle 1819, kada je Fernando VII otvorio za javnost kraljevsku kolekciju. Godine 1879, Džon Singer Sardžent naslikao je manju kopiju Las Meninas, a 1882. napravio omaž slikom Ćerke Edvarda Darlija Boata, dok je irski umetnik ser Džon Lejveri izabrao Velaskezovo remek-delo kao osnovu za svoj portret Kraljevska porodica u Bakingemskoj palati, iz 1913. godine. Džordž V je posetio Lejverijev atelje tokom rada na slici i, setivši se možda legende po kojoj je Filip IV nacrtao krst vitezova Santijaga na figuri Velaskeza, pitao Lejverija da li može svojom rukom da doprinese portretu. Prema Lejveriju, "Pomislivši da bi kraljevsko plava mogla da bude odgovarajuća, promešao sam je na paleti i pošto je uzeo četkicu [Džordž V], naneo je boju na traku reda vitezova Podvezice."
Između avgusta i decembra 1957, Pablo Pikaso je naslikao seriju od 58 slika – interpretacija Las meninas, i njenih likova, koje se trenutno nalaze u sobi Las meninas u Pikasovom muzeju u Barseloni. Pikaso nije varirao likove u ovoj seriji, već je uglavnom zadržao prirodnost scene; prema muzeju, ova njegova dela predstavljaju "iscrpnu studiju forme, ritma, boje i pokreta". Špansko Ministarstvo kulture je naručilo fotografu Džoel-Piteru Vitkinu da napravi rad pod nazivom Las meninas, Nju Meksiko (1987) koji upućuje na Velaskezovu sliku kao i na druga dela španskih umetnika.
Godine 2004, video umetnica Iv Sasman snimila je 89 sekundi u Alkasaru, video prikaz visoke rezolucije inspirisan slikom Las meninas. Ovaj rad predstavlja oživljavanje trenutaka pre i neposredno posle perioda od otprilike 89 sekundi koliko su kraljevska porodica i njihovi dvorjani bili okupljeni u tačnoj konfiguraciji sa Velaskezove slike. Sasman je okupila tim od 35 ljudi, uključujući arhitektu, scenografa, koreografa, kostimografa, glumce, glumice i filmsku ekipu.
Izložba iz 2008. godine u Museu Picasso pod nazivom „Zaboravljanje Velaskeza: Las Meninas“ uključila je umetničke radove koji predstavljaju reakciju na Velaskezovu sliku. Autori tih radova su, između ostalih, bili: Fermin Aguajo, Avigdor Arikha, Klaudio Bravo, Huan Karenjo de Miranda, Majkl Krejg-Martin, Salvador Dali, Huan Dauni, Goja, Hamilton, Maso, Vik Muniz, Horhe Oteisa, Pikaso, Antonio Saura, Franc fon Štuk, Sasman, Manolo Valdes, Vitkin. Museo del Prado je 2009. godine pokrenuo projekat kojim se omogućava pristup Las meninas u mega visokoj rezoluciji putem interneta.
Godine 2010. i 2011, Feliks de la Konća je napravio Las meninas pod veštačkom svetlošću. To je detaljna kopija napravljena u Ajova Sitiju, slikana uljem na 140 ploča, koje zajedno rekonstruišu stvarnu veličinu slike dimenzija 318 x 276 cm. Na to je dodato 30 cm sa leve strane da bi se reflektovao gubitak originala u požaru u Alkasaru 1734. godine. Ovo daje novo čitanje kompoziciji. Njegov rad takođe, svojom fragmentiranošću, ističe artificijalnost reprodukcije kao načina gledanja na umetnička dela danas. Las meninas pod veštačkom svetlošću je na javnoj izložbi od 2018. godine u NH hotelu u Zamori u Španiji.

## Verzija iz Kingston Lejsija
Banksova manja verzija slike sada se nalazi u letnjikovcu Kingston Lejsi u Dorsetu. Nekoliko stručnjaka, uključujući i bivšeg kustosa odeljenja za renesansno i barokno slikarstvo u muzeju Prado i sadašnjeg direktora Instituta Mol za studije flamanskog slikarstva, iz Madrida, profesora Matiasa Dias Padrona, kažu da bi ovo "mogao biti model" koji je Velaskez naslikao pre nego što je uradio delo koje se nalazi u muzeju Prado, možda zbog kraljevog odobrenja. U sukobu s tim je činjenica da verzija iz Kingston Lejsija predstavlja konačnu verziju Las Meninas, a ne ranije stanje slike otkriveno radiografima, što ukazuje da je naslikana nakon završenog dela, a ne pre njega.
Uobičajeno mišljenje od 19. veka je bilo da je slika iz Kingston Lejsija kopija Huana Bautiste Martinez del Masa (oko 1612-1667), Velaskezovog zeta i bliskog sledbenika. U ovoj verziji nedostaju neki detalji i nijanse završnog dela, kao što je odraz kraljevskog para u ogledalu. Njena kompozicija je gotovo identična originalu. Iako su boje svetlije, svetlost je manje jaka. Vide se takođe i linije koje uokviruju lice, oči i kosu infantkinje.
Vlasnici slike iz Kingston Lejsija prethodno su bili Gaspar Melčor de Hoveljanos, a zatim Cean Bermudes, Gojini prijatelji čiji je portrete naslikao. Bermudesovi eseji o slici objavljeni su posthumno 1885.

## Literatura
- Alpers, Svetlana (2005), The Vexations of art: Velázquez and others, New Haven: Yale University Press, ISBN 0-300-10825-7, (2005)
- Brady, Xavier (2006). Velázquez and Britain. New Haven: Yale University Press. ISBN 1-85709-303-8.
- Carr, Dawson W. "Painting and reality: the art and life of Velázquez". Velázquez. Eds. Dawson W. Carr and Xavier Bray. National Gallery London,  . 2006. ISBN 1-85709-303-8. Недостаје или је празан параметар |title= (помоћ)
- Clark, Kenneth (1960). Looking at Pictures. New York: Holt Rinehart and Winston..
- Foucault, Michel. The Order of Things: An Archaeology of the Human Sciences. . Paris: Gallimard, (1996) . 1966. ISBN 0-679-75335-4. Недостаје или је празан параметар |title= (помоћ)
- Gaggi, Silvio (1989). Modern/Postmodern: A Study in Twentieth-century Arts and Ideas. Philadelphia: University of Pennsylvania Press. ISBN 0-8122-1384-X.
- Held, Jutta; Potts, Alex (1988). „How do the Political Effects of Pictures Come about? The Case of Picasso's "Guernica"”. Oxford Art Journal. 11 (1): 33—39. JSTOR 1360321. doi:10.1093/oxartj/11.1.33.
- Honour, Hugh and John Fleming. A World History of Art. London: Macmillan,  . 1982. ISBN 1-85669-451-8. Недостаје или је празан параметар |title= (помоћ)
- Janson, H. W. History of Art: A Survey of the Major Visual Arts from the Dawn of History to the Present Day. 2nd ed. Englewood Cliffs, New Jersey: Prentice-Hall, 1977.
- Kahr, Madlyn Millner (1975). „Velázquez and las Meninas”. The Art Bulletin. 57 (2): 225—246. JSTOR 3049372. doi:10.2307/3049372.
- López-Rey, José. Velázquez: Catalogue Raisonné. Taschen,  . 1999. ISBN 3-8228-8277-1. Недостаје или је празан параметар |title= (помоћ)
- MacLaren, Neil, The Spanish School, National Gallery Catalogues, ISBN 0-947645-46-2. Rev. Allan Braham. National Gallery, London, (1970)
- Miller, Jonathan. On reflection. London: National Gallery Publications Limited,  . 1998. ISBN 0-300-07713-0. Недостаје или је празан параметар |title= (помоћ)
- Museo del Prado. Museo del Prado, Catálogo de las pinturas. Madrid: Ministerio de Educación y Cultura, Madrid,  . 1996. ISBN 84-7483-410-4. Недостаје или је празан параметар |title= (помоћ)
- Ortega y Gasset, José.  Velázquez. New York: Random House. 1953..
- Russell, John. "Masterpieces caught between two wars". The New York Times, 3 September 1989. Retrieved 15 December 2007.
- Snyder, Joel and Ted Cohen. "Reflexions on Las Meninas: paradox lost". Critical Inquiry 7 (Winter 1980).
- Snyder, Joel. "Las Meninas and the Mirror of Prices." Critical Inquiry 11.4 (June 1985): 539–72.
- Steinberg, Leo. "Valazquez' Las Meninas" October 19 (Winter 1981): 45–54.
- Stone, Harriet (1996). The Classical Model: Literature and Knowledge in Seventeenth-century France. Ithaca: Cornell University Press. ISBN 0-8014-3212-X.
- White, Jon Manchip (1969), Diego Velázquez: Painter and Courtier, London: Hamish Hamilton Ltd, ISBN 0-241-01624-X
- McKim-Smith, G., Andersen-Bergdoll, G., Newman, R. Examining Velazquez, Yale University Press, 1988
- Brooke, Xanthe. "A masterpiece in waiting: the response to 'Las Meninas' in nineteenth century Britain", in Stratton-Pruitt, Suzanne, ed. Velázquez's 'Las Meninas'. Cambridge: Cambridge University Press,  . 2003. ISBN 0-521-80488-4. Недостаје или је празан параметар |title= (помоћ)
- Liess, Reinhard (2003). Im Spiegel der Meninas. Velásquez über sich und Rubens. Goettingen: V&Runipress. ISBN 3-89971-101-7.
- Searle, John R. "Las Meninas and the paradoxes of pictorial representation". Critical Inquiry 6 (Spring 1980).